# Makkari (Giappone)
Makkari (真狩村?) è un villaggio giapponese della prefettura di Hokkaidō.